# Echeveria multicaulis
Echeveria multicaulis (também conhecida como folha-de-cobre e rosa-de-cobre) é uma espécie de planta nativa do México. É um membro do género Echeveria.